# Consejo de Ministros de la República Socialista Soviética de Estonia
El Consejo de Ministros de la República Socialista Soviética de Estonia (en estonio: Eesti NSV Ministrite Nõukogu, en ruso: Совет Министров Эстонской ССР) órgano ejecutivo y administrativo de la República Socialista Soviética de Estonia, una de las repúblicas de la Unión Soviética. El Consejo de Ministros de la RSS de Estonia operaba principalmente en base de órdenes directas del Consejo de Ministros de la URSS. 
El predecesor del Consejo de Ministros de la RSS de Estonia fue el Consejo de Comisarios del Pueblo de la RSS de Estonia, formado en 1940, que funcionó desde el 25 de agosto de 1940 hasta el verano de 1941. Durante la Segunda Guerra Mundial, de 1941 a 1944, el gobierno de la RSS de Estonia estuvo en el exilio, desde otras regiones de la Unión Soviética; del 2 al 24 de octubre de 1944 operó en Võru, y hasta el 25 de marzo de 1946, en Tallin. Este estaba dirigido por el presidente del Consejo de Comisarios del Pueblo de la RSS de Estonia.
El 25 de marzo de 1946, el Consejo de Comisarios del Pueblo de la RSS de Estonia decidió, de conformidad con el Sóviet Supremo de la Unión Soviética, transformar el Consejo de Comisarios del Pueblo de la Unión Soviética en el Consejo de Ministros de la Unión Soviética, y el Sovnakorm de la RSS de Estonia en el Consejo de Ministros de la RSS de Estonia.
De acuerdo con el decreto del Sóviet Supremo de la URSS, el presidente del Consejo de Comisarios del Pueblo de la RSS de Estonia también fue reemplazado por el presidente del Consejo de Ministros de la RSS de Estonia, y de igual manera, los Comisarios del Pueblo fueron renombrados como ministros, los cuales estarían dirigidos por el presidente del Consejo de Ministros. 

## Historia
El Consejo de Comisarios del Pueblo de la RSS de Estonia fue el primer gobierno de la RSS de Estonia, desde el 25 de agosto de 1940, cuando el Riigikogu adoptó la Constitución de la RSS de Estonia, hasta el 25 de marzo de 1946.
Con el comienzo de la guerra soviético-alemana, la actividad principal del Consejo de Comisarios del Pueblo fue aumentar las capacidades de defensa de la RSS de Estonia. En junio de 1941, se movilizaron miembros del partido y voluntarios, aunque no se anunció ninguna movilización general. En julio de 1941, las tropas alemanas conquistaron Estonia y comenzó la ocupación alemana. Durante las batallas de la Segunda Guerra Mundial en Estonia, el Consejo de Comisarios del Pueblo de la RSS de Estonia fue evacuado a territorios más de la URSS.
En 1941-1944, con Estonia bajo la ocupación alemana, y con el permiso de las autoridades alemanas, el gobierno local de Estonia dirigió un gobierno limitado. Los alemanes formaron el Gobierno Local de Estonia, encabezado por Hjalmar Mäe el 15 de septiembre de 1941, y dejó de existir el 17 de septiembre de 1944 . El gobierno local de Estonia funcionaba bajo la autoridad del comisario general Karl-Siegmund Litzmann y no tenía derecho a decidir de forma independiente.
Tras la retirada de las tropas alemanas de Tallin, el 18 de septiembre de 1944, Jüri Uluots nombró el gobierno de Otto Tief. El 22 de septiembre de 1944 llegaron las unidades del Ejército Rojo a Tallin, y como consecuencia, el gobierno de Otto Tief abandonó la capital.
Después del restablecimiento de las autoridades soviéticas en Estonia en 1944, las actividades del Consejo de Comisarios del Pueblo de la RSS de Estonia se reanudaron primero en Võru y más tarde en Tallin . Arnold Veimer fue nombrado presidente del Consejo de Comisarios del Pueblo.
El 25 de marzo de 1946, el Consejo de Comisarios del Pueblo de la RSS de Estonia decidió de conformidad con el Sóviet Supremo de la Unión Soviética, transformar el Consejo de Comisarios del Pueblo de la URSS en el Consejo de Ministros de la URSS, y los Comisariados del Pueblo de la RSS de Estonia en el Consejo de Ministros de la RSS de Estonia
De acuerdo con el decreto del Soviet Supremo de la URSS, el presidente del Consejo de Comisarios del Pueblo de la RSS de Estonia también fue nombrado Presidente del Consejo de Ministros de la RSS de Estonia, y los Comisarios del Pueblo de la RSS de Estonia fueron denominados ministros de la RSS de Estonia.

## Potestades y atribuciones
Según la Constitución de la Unión Soviética (edición de 1977), las tareas del Consejo de Ministros de la RSS de Estonia eran:
- Dictar reglamentos y órdenes sobre la base y para la aplicación de los actos legislativos de la URSS y de la República Federal y los reglamentos y órdenes del Consejo de Ministros de la URSS, y organizará y controlará su implementación.
- Suspender la aplicación de los reglamentos y órdenes de los Consejos de Ministros de las Repúblicas Autónomas y de revocar los comités ejecutivos de los consejos de condados y ciudades.
- Unir y dirigir el trabajo de los ministerios federales y republicanos, los comités estatales y demás órganos subordinados a él.

Los Ministerios Federales-Republicanos y los Comités Estatales de la República Federal dirigirán sus ramas administrativas o ejercerán la gestión inter-ramas, subordinadas tanto al Consejo de Ministros de la República Federal como al correspondiente Ministerio Federal-Republicano o Comité Nacional de la URSS. Los ministerios republicanos y los comités nacionales dirigen sus ramas de gobierno o ejercen un liderazgo interdisciplinario bajo la autoridad del Consejo de Ministros de la República Federal.
De acuerdo con el decreto del Sóviet Supremo de la URSS, el presidente del Consejo de Comisarios del Pueblo de la República Socialista Soviética de Estonia también fue renombrado Presidente del Consejo de Ministros de la RSS de Estonia, y los Comisarios del Pueblo de la RSS de Estonia fueron renombrados ministros de la RSS de Estonia.

## Lista de Presidentes
Desde el 8 de mayo de 1990, cuando el Sóviet Supremo de la RSS de Estonia derogó el nombre de República Socialista Soviética de Estonia, el poder ejecutivo de Estonia se denomina Gobierno de la República de Estonia . Los jefes de gobierno fueron invitados informalmente como primeros ministros desde que Indrek Toome asumió el cargo a partir del 6 de diciembre de 1989. La ley del gobierno soviético vigente en Estonia lideró el trabajo del presidente del gobierno (primer ministro), todos los instrumentos de nivel de tono utilizados para firmar el título de Presidente de Gobierno, el título de Primer Ministro de Estonia se presentó formalmente solo a partir del 21 de octubre de 1992, cuando renunció el gobierno de transición de Tiit Vähi y se confirmó el gobierno de Mart Laar de conformidad con la Constitución de la República de Estonia .
| N.º | Presidente | Presidente         | Partido político | Partido político  | Tenencia                                    |
| --- | ---------- | ------------------ | ---------------- | ----------------- | ------------------------------------------- |
| 1   |            | Johannes Lauristin |                  | Partido Comunista | 25 de agosto de 1940 - 28 de agosto de 1941 |
| 2   |            | Oskar Sepre        |                  | Partido Comunista | 1942 - 1944                                 |
| 3   |            | Arnold Veimer      |                  | Partido Comunista | 1944 - 1951                                 |
| 4   |            | Alekséi Müürisepp  |                  | Partido Comunista | 1951 -1961                                  |
| 5   |            | Valter Klauson     |                  | Partido Comunista | 1961 - 1984                                 |
| 6   |            | Bruno Saul         |                  | Partido Comunista | 1984 - 1988                                 |
| 7   |            | Indrek Toome       |                  | Partido Comunista | 1988 - 1990                                 |